# Cuvée des Trolls
La Cuvée des Trolls è una birra prodotta dalla Brasseries Dubuisson Frères a Pipaix in Vallonia (Belgio); il suo logo è un piccolo personaggio che assomiglia a un troll dai capelli verdi e il naso aguzzo.

## Caratteristiche
Si tratta di una birra chiara, filtrata o non filtrata, fresca e profumata, particolarmente profonda e ben equilibrata, e che contiene il 7% di alcool (Vol).
È prodotta dal mosto al quale si aggiungono luppolo e cortecce d'arancia essiccate. Si tratta di una fermentazione alta (temperatura di fermentazione 23 °C durante una settimana). La birra prodotta dalla Brasse-Temps non è filtrata ed appena decantata, resta dunque un po' lievitata quando è servita al consumatore. È consigliato servirla alla temperatura di 7 °C.
È prodotta in bottiglia e in fusto.

## Storia
La Cuvée des Trolls è stata prodotta a decorrere da settembre 2000 nella micro-industria della birra Brasse-Temps che crea la Brasserie Dubuisson a Louvain-la-Neuve, una città della regione di Vallonia nella Provincia del Brabante Vallone. Il successo fu rapidamente raggiunto in questa città studente (una delle ragioni della scelta dell'instaurazione), e l'industria della birra Dubuisson lanciò Cuvée in Vallonia e quindi a Bruxelles e rapidamente in Fiandre come pure all'estero. Una seconda Brasse-Temps fu creata a Mons nel 2003 e nel 2005 la produzione raggiunse i 5000 ettolitri.

## Marche prodotte dalle micro-fabbriche
(distribuita ovunque in Belgio e quasi in 20 paesi stranieri tra cui in Australia, Giappone, Cile, Stati Uniti ecc.).

### Dubuisson
- La Bush e le varianti.

### Brasse-Temps
- La Brasse-Temps des Cerises con il 5% di alcool (Vol).
- L'Ambrasse-Temps con il 5.5% di alcool (Vol).
- La Blanche de Ste Waudru con il 4.5% di alcool (Vol).
- La Brasse-Temps Citron con il 3.5% di alcool (Vol).